# Enea Franza
Enea Franza (Ariano di Puglia, 2 giugno 1907 – Roma, 31 gennaio 1986) è stato un avvocato e politico italiano.
Fu senatore della Repubblica Italiana dall'8 maggio 1948 al 24 maggio 1972.

## Biografia
Nato in una famiglia con  tradizioni politiche (Oreste Franza, suo zio, fu deputato socialista), Enea Franza completò gli studi classici e si laureò nell'Università di Napoli in giurisprudenza. Nel 1933 s'iscrisse nell'albo degli avvocati presso il tribunale di Ariano Irpino (già Ariano di Puglia); fu quindi presidente del "Sindacato Forense", carica che mantenne fino al 1940; fu inoltre pubblicista e collaboratore di diverse riviste giuridiche.
Militare nella seconda guerra mondiale, dopo l'8 settembre 1943 fu decorato con medaglia di bronzo al valor militare. Fu insignito, altresì, di due medaglie d'argento al valor civile. 
Imprigionato al termine della guerra, fu trasferito in campo di concentramento, con l'accusa di essere un criminale fascista, ma, dimostrata l'inconsistenza dell'accusa, tornò in libertà.

### Attività politica
Nel giugno 1946 divenne sindaco di Ariano Irpino con la lista “Democrazia del Lavoro”, sotto il simbolo dell'orologio: tale lista, proclamatasi indipendente dai partiti, ottenne un voto plebiscitario, con la maggioranza assoluta. Restò sindaco per oltre dieci anni.
Nell'aprile 1948 si candidò al Senato della Repubblica come indipendente nelle liste della Democrazia del lavoro, per le quali fu l'unico eletto a Palazzo Madama, con oltre 23 000 voti nella circoscrizione Benevento-Ariano; aderì subito dopo al Movimento Sociale Italiano e prese parte al 1º Congresso dell'MSI, tenutosi a Napoli dal 27 al 29 giugno 1948, che vide il senatore irpino su posizioni diverse da quelle dell'allora segretario Giorgio Almirante.
La sua attività parlamentare fu, anche, ricca e coraggiosa, talvolta in disaccordo coi vertici del suo partito. 
Rieletto al Senato con il MSI nel 1953, nel 1958, nel 1963 e nel 1968, fu capogruppo dell'MSI a Palazzo Madama per quindici anni (1953-1968). Cominciò l'opera che egli stesso chiamerà di “diversa condivisione”, in contrasto con l'espansione del movimento su posizioni corporativistiche, e condivise l'inserimento dell'MSI nell'area di governo in funzione anticomunista. 
In questi primi anni della Repubblica e di vita dell'MSI, l'attività del senatore irpino è ricordata per l'impulso dato alla linea moderata europeista e filoatlantica, l'incessante spinta verso la pacificazione nazionale, l'impegno per la ricostruzione economica e morale del Paese e sulla questione meridionale.

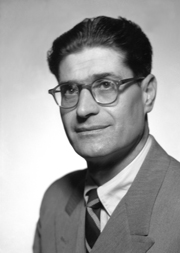

#### Le posizioni parlamentari
Nella sua visione politica la questione dello spazio economico andava sostanzialmente ricondotta nell'ambito della questione meridionale, quale leva di occasione di sviluppo economico per il Mezzogiorno e in definitiva per la nazione tutta. Tuttavia, l'adesione al Mercato Comune doveva essere accompagnata da una forte politica d'intervento, tesa a compensare gli effetti della liberazione doganale.
All'interno del partito, l'attività del Franza s'inserisce nella dialettica di posizioni tra le posizioni conservatrici di Augusto De Marsanich e Arturo Michelini e il corporativismo di Giorgio Almirante. La sua linea fu sempre ispirata alla moderazione, rispettosa delle regole della democrazia, attenta alla politica economica e finanziaria.
Significativa fu la sua posizione sulla mozione votata dal Comitato Centrale dell'MSI contro il Patto Atlantico. In quell'occasione, oltre a dichiarare pubblicamente il suo netto dissenso riguardo alla linea d'azione dell'MSI in politica estera, imputò al partito di agire “incoscientemente contro l'Occidente, e di non indicare i mezzi nuovi per far fronte alla minaccia del bolscevismo”. Il partito ritornò sulla mozione espressa nel 1950, in linea con la posizione europeista, solo nel 1954. Della sua solitaria battaglia parlamentare di quegli anni rimane, a riscatto dell'isolamento, delle ingiustizie sofferte – è ancor oggi l'unico senatore che sia stato espulso dall'aula di Palazzo Madama – e degl'insulti per appartenere al partito dei “fascisti”, il tributo d'onore di cui fu oggetto sulla fine della prima legislatura, durante il dibattito al Senato sulla legge Scelba, quando “l'unico rappresentante del M.S.I. al Senato ha visto gareggiare i suoi 314 avversari in cortesia verso di lui”
Negli atti parlamentari è forte il suo richiamo alla necessità di varare un provvedimento di concordia e di pacificazione nazionale, che riconosca le ragioni di chi, in coscienza, ha servito la Repubblica Sociale Italiana. Si legge, fra l'altro, in una sua lettera indirizzata al presidente del Senato in séguito all'espulsione dall'Aula per aver chiesto “giustizia” per i giovani soldati morti nella Repubblica Sociale: “[...] ove l'onorevole Lussu avesse uniti nel suo saluto tutti i soldati d'Italia, dell'una e dell'altra parte, io mi sarei associato a lui con fervido cuore”.

#### Il sostegno ai governi DC
Nel 1960 il MSI s'inserisce a pieno titolo nell'area di governo con l'appoggio al governo centrista di Adone Zoli (1957), al governo Segni (1959) e al governo monocolore presieduto da Fernando Tambroni (1960). È uno dei periodi più intensi dell'attività del senatore, in sintonia con la linea del segretario Arturo Michelini. A questo periodo risale la storica visita di Antonio Segni al Comune di Ariano Irpino, dove fu ricevuto da Franza in qualità di sindaco.

#### Le battaglie interne
Tra i temi politici di questo periodo a cui contribuì il Franza: la battaglia per Trieste italiana; la nascita del Secolo d'Italia – il giornale fondato da Franz Turchi; la costituzione ed espansione delle organizzazioni giovanili, studentesca (la Giovane Italia”) e universitaria (il “FUAN"). Il terremoto dell'Irpinia del 1962, con la sua catastrofica potenza distruttiva, concentra gran parte delle energie del senatore e del gruppo dell'MSI al Senato, per gl'interventi a favore delle popolazioni colpite e per la ricostruzione.
Da segnalare anche la battaglia in parlamento sulla riforma della mezzadria, nel 1964. 
La V legislatura (dal 1968) lo rivede in Senato, dov'è membro della 6ª commissione permanente (Finanze e Tesoro). L'MSI di quegli anni è fatto oggetto di una violenta campagna di emarginazione dalla vita politica.
Nel suo discorso in Senato del 26 febbraio 1971, il Franza ha modo di rivendicare la totale estraneità del suo partito al terrorismo
Sono anche gli anni dell'impegno contro la costituzione delle regioni: una lotta convinta e condotta da tutto il partito, all'epoca centralista, e che aveva come motivi trainanti il principio dell'unità e indivisibilità dello Stato e i temuti pericoli per la crescita esponenziale della spesa pubblica.
È favorevole all'unione con i monarchici del PDIUM, che portò alla costituzione dell'MSI-DN, voluta dal nuovo segretario Almirante. Alle elezioni del 1972, che vedranno il successo del partito, però Franza decide di non presentarsi più.
Enea Franza muore nella sua casa romana, nella notte fra il 30 e il 31 gennaio 1986, dopo una malattia fulminante, lasciando sei figlio (Attilio, Luigi, Grazia, Romano, Chiara, Enea) e dodici nipoti.
Nell'attività politica lo seguirà il figlio Luigi Franza, che sarà eletto più volte al Senato, ma coi socialisti.